# لیبرتاد لبلانک
لیبرتاد لبلانک (اسپانیایی: Libertad Leblanc‎؛ ‏ تلفظ اسپانیایی: [liβeɾˈtað ˈleβlaŋk]؛ ‏ ۲۴ فوریهٔ ۱۹۳۸ – ۲۹ آوریل ۲۰۲۱) بازیگر اهل آرژانتین بود. رنگ موهای وی پلاتینوم بلوند (طلایی مایل به سفید) بود و لیبرتاد لبلانک در دهه‌های ۱۹۶۰ و ۱۹۷۰ میلادی نماد سکس محسوب می‌شد که در تعدادی فیلم اِروتیک و حاوی برهنگی هم ظاهر شد و نامش را بیش از پیش، بر سر زبان‌ها انداخت.
از فیلم‌هایی که وی در آن‌ها نقش داشته‌است، می‌توان به گناه و گل ایروپه اشاره نمود.